# R-1 (misil)
R-1 fue el nombre de un misil soviético que básicamente era una copia del V2 alemán.

## Historia

R-1

La producción del R-1 se inició en 1948, tras el visto bueno de Stalin. A pesar de las presiones sobre el equipo desarrollador y la ayuda de ingenieros alemanes, llevó ocho años desarrollar el misil y ponerlo en servicio, motivado por el atraso tecnológico de la Unión Soviética respecto de Alemania. Poco después fue superado por mejores diseños, pero el esfuerzo puso la base de la industria cohetera soviética. Los R-1 sobrantes se emplearon como cohetes sonda para investigaciones científicas y militares.
El 26 de julio de 1947, finalizada la Segunda Guerra Mundial y haberse llevado ingenieros alemanes a territorio soviético, las autoridades soviéticas emitieron un decreto mediante el cual se permitía probar las V2 capturadas en su nuevo campo de pruebas de Kapustin Yar. La primera serie de lanzamientos se hizo entre septiembre y octubre de 1947 con asistencia de los alemanes, pero de 10 o 11 lanzamientos, sólo tuvieron éxito 5. Otra serie de pruebas llevadas a cabo en Alemania, en Kleinbodungen, tuvo resultados parecidos.
El 14 de abril de 1948 se emitió una resolución para poner en producción el R-1. Se puso a Aleksander Shcherbakov como responsable y se utilizaron los recursos de 13 institutos de investigación y 35 fábricas. Se encargó a Glushko la producción del motor RD-100, copia del motor del V2, para propulsar al R-1. Las primeras pruebas estáticas comenzaron en mayo de 1948. Se hicieron 10 pruebas en 1948 y 20 en 1949. El 25 de noviembre de 1950 el misil se aceptó para entrar en servicio, pero se sufrieron problemas en la producción del misil, cuyo primer ejemplar no estuvo completamente ensamblado hasta junio de 1952. Las primeras pruebas con los motores de producción tuvieron lugar el 15 de agosto de 1952, y el primer misil listo para su uso salió de fábrica el 28 de noviembre de 1952.
Para su puesta en marcha, el misil necesitaba 20 vehículos y cuatro tipos de propelente líquido (oxígeno líquido, alcohol, peróxido de hidrógeno y permanganato como catalizador) para el motor, las turbinas y el ignitor. Se necesitaban 6 horas para preparar el cohete para el lanzamiento y tenía un CEP de sólo 1500 metros.
La primera unidad militar concebida para la utilización de los R-1 fue la 23ª Brigada y fue constituida en diciembre de 1950. Cada brigada estaba equipada con seis misiles. Las mismas brigadas que manejaban los R-1 manejarían poco después su sustituto, el R-2.
A partir del R-1 se crearon variantes utilizadas en pruebas científicas y militares:
- R-1A: versión de prueba para el uso de ojivas separables en futuros misiles balísticos R-2 y R-3. Los dos últimos vuelos de R-1A se utilizaron para investigación de la atmósfera superior.
- R-1B y R-1V: utilizados para el estudio de los rayos cósmicos, la atmósfera superior, la radiación solar y para el uso de cargas biológicas recuperables y pruebas de recuperación del misil con paracaídas y reutilización.
- R-1D: estudio de la atmósfera, aerodinámica de diversas formas geométricas a altas velocidades y alturas, estudio del viento en las capas superiores de la atmósfera, de la ionosfera y uso de cargas biológicas recuperables.
- R-1Ye: estudio de la atmósfera, el espectro solar, aerodinámica, viento en las partes superiores de la atmósfera, ionosfera, capa de ozono, cargas biológicas recuperables y recuperación del misil mediante paracaídas.

En total se lanzaron 162 R-1 hasta el 17 de septiembre de 1964.

## Especificaciones
- Apogeo: 330 km
- Empuje en despegue: 271,5 kN
- Masa total: 13.248 kg
- Diámetro: 1,65 m
- Longitud total: 14,02 m
- Envergadura: 3,66 m
- Ojiva: 547 kg
- Alcance máximo: 260 km
- Velocidad máxima: 5280 km/h